# クリスティン・ロス
クリスティン・ロス（英: Kristin Ross, 1953年 - ）は、アメリカ合衆国のフランス研究者。ニューヨーク大学名誉教授。専門はフランス文学および19世紀と20世紀のフランス文化研究。

## 経歴
1981年にイェール大学で博士号を取得。単著にThe Emergence of Social Space: Rimbaud and the Paris Commune (1988)（『社会空間の出現 ランボーとパリ・コミューン』）、Fast Cars, Clean Bodies: Decolonization and the Reordering of French Culture (1995) （『もっと速く、もっときれいに　脱植民地化とフランス文化の再編成』）、May '68 and its Afterlives (2002)（『68年5月とその後』）がある。また共編著にAnti-Americanism (2004) （『反アメリカ主義』）などがある。翻訳にはジャック・ランシエール『無知な教師』のほか、フランスのノートルダム・デ・ランド空港建設反対運動を基盤として展開されたコミューン運動であるZADと、イタリアのヴァル・ディ・スーザでの高速鉄道建設反対運動であるNo TAVについて論じた"The Zad and No TAV"などがある。
Fast Cars, Clean Bodiesで批評家選賞（Critic's Choice Award）と、フランス文化研究ローレンス・ワイリー賞（the Lawrence Wylie Award for French Cultural Studies）を受賞。またグッゲンハイム・フェローシップとプリンストン (ニュージャージー州) のプリンストン高等研究所のフェローシップを取得している。
研究対象は教義のフランス文化と文学にとどまらず、都市および革命の歴史、理論、政治、イデオロギー、大衆文化などにも及ぶ。Communal Luxuryの刊行以後は、コミューン型運動と政治的エコロジーの現代的展開への関心を深めており、ZADや大地の蜂起にかんする寄稿や講演、インタビューなどで精力的に活動している。

## 著書
- Fascination and storytelling: Prevost, Proust, and Blanchot. 1981. （博士論文）
- The Emergence of Social Space : Rimbaud and the Paris Commune. (Minneapolis: University of Minnesota Press, 1988; Reissued, London and New York: Verso, 2008).
- Fast Cars, Clean Bodies: Decolonization and the Reordering of French Culture. (Cambridge: MIT Press, 1996)〔『もっと速く、もっときれいに: 脱植民地化とフランス文化の再編成』 中村督・平田周訳、人文書院、2019年〕．
- May '68 and its Afterlives. (Chicago: University Of Chicago Press, 2002)〔『68年5月とその後　反乱の記憶・表象・現在』箱田徹訳、航思社、2014年〕.
- Communal Luxury: The Political Imaginary of the Paris Commune. (New York: Verso, 2015).
- La forme-Commune: La lutte comme manière d'habiter (trad. de l'anglais par Etienne Dobenesque). (Paris, La Fabrique, 2023).

## 編著
- Everyday Life, Yale French Studies, no. 73 (Fall 1987) ※Alice Kaplanとの共編
- Anti-Americanism (New York: New York University Press, 2004)  ※Andrew Rossとの共編

## 翻訳
- Masculine Singular: French New Wave Cinema by Geneviève Sellier (Durham: Duke University Press, 2008)
- The Ignorant Schoolmaster: Five Lessons in Intellectual Emancipation by Jacques Rancière (Stanford: Stanford University Press, 1991)
- The Zad and NoTAV: Territorial Struggles and the Making of a New Political Intelligence by Mauvaise Troupe Collective (New York: Verso, 2018)

## 日本語訳
- 『もっと速く、もっときれいに: 脱植民地化とフランス文化の再編成』 中村督・平田周訳、人文書院、2019年．
- 『68年5月とその後　反乱の記憶・表象・現在』箱田徹訳、航思社、2014年．
- 「同意は何を消去したか？　六八年五月を今、考えるために」 『悍』 第1号、2008年 pp. 150-202．※May '68 and its Afterlives 第4章の邦訳
- 「教師とは誰か 無知な教師」松葉祥一・山尾智美訳、『現代思想』 第32巻第4号 2004年 pp. 185-197.　※The Ignorant Schoolmaster英語版に付した訳者序文の邦訳
- 「民主主義、売り出し中」、ジョルジョ・アガンベン他『民主主義は、いま?  不可能な問いへの8つの思想的介入』 河村一郎他訳、以文社、2011年、pp. 151-180．